# Richard Bone
Richard Bone (Atlanta, 3 febbraio 1952) è un musicista statunitense.
È considerato uno dei membri fondatori della scena musicale elettronica di New York. Iniziò a comporre i primi pezzi nel 1979, usando il primo modello di sintetizzatore mai messo in commercio, e continuò ad esplorare l'elettronica (pop underground e new wave) fino alla metà degli anni ottanta. Successivamente la sua musica iniziò ad essere influenzata dai lavori pionieristici di Harold Budd e di Brian Eno. A partire dagli anni novanta Bone si è indirizzato alla musica ambient ed all'esplorazione di ritmi etnici.

## Discografia
- 1981 - Digital Days (7") - Rumble Records
- 1982 - Digital Days (7", Single) - Survival Records
- 1982 - The Beat Is Elite (12") - Survival Records
- 1983 - Brave Tales (LP, Album) - Survival Records
- 1983 - Joy Of Radiation (12", EP) - Survival Records
- 1983 - Joy.... (7") - Survival Records
- 1984 - Living In Partytown (12") - Disques Vogue
- 1984 - Living In Partytown (7") - Disques Vogue
- 1984 - Living In Partytown (12") - Survival Records
- 1984 - The Real Swing (12") - Survival Records
- 1985 - Exspectacle (LP, Album) - Survival Records
- 1993 - Quirk Work (CD) - Quirkworks Laboratory
- 1993 - X Considers Y (CD) - Quirkworks Laboratory
- 1994 - X Considers Y (12") - Quirkworks Laboratory
- 1994 - Ambiento (CD) - Quirkworks Laboratory
- 1995 - Vox Orbita (CD) - Quirkworks Laboratory
- 1996 - Metaphysic Mambo (CD) - Reversing Recordings
- 1996 - The Eternal Now (CD) - Quirkworks Laboratory
- 1997 - A Survey Of Remembered Things (CD) - Quirkworks Laboratory
- 1998 - Electropica (CD) - Quirkworks Laboratory
- 1998 - The Spectral Ships (CD, Album) - Hypnos
- 1999 - Coxa (CD) - Quirkworks Laboratory
- 1999 - Distillation (CD) - Halcyon Recordings
- 1999 - Ether Dome (CD) - Hypnos
- 2000 - Ascensionism (CD) - Quirkworks Laboratory
- 2001 - Alternate Worlds Vol. 1 (CDr, Enh) - MP3.com
- 2001 - Tales From The Incantina (CD) - Indium
- 2002 - Disorient (CD) - Quirkworks Laboratory
- 2002 - Logan's Run (CDr) - Discos Veveos
- 2003 - Alternate Realities (Rare, Unreleased And Alternate Tracks) (CD) - Spiralight
- 2003 - Indium (CD, Album) - Electroshock Records
- 2004 - The Reality Temples (CD) - Spiralight
- 2004 - Untold Tales (1979 - 1985) (CD) - Orlandomaniac Music
- 2005 - Saiyuji (CD) - Quirkworks Laboratory
- 2006 - Serene Life Of Microbes (CD) - AD Music
- 2006 - Vesperia (CD) - Quirkworks Laboratory
- 2007 - Experiments '80-'82 (CD, Ltd) - Quirkworks Laboratory
- 2007 - Infinite Plastic Creation (CD) - Quirkworks Laboratory
- 2007 - Songs From The Analog Attic (CD, Album) - Quirkworks Laboratory
- 2007 - Via Poetica (CD, Album) - Quirkworks Laboratory
- 2008 - Connection Failed (CD, Album) - Quirkworks Laboratory